# Dewey Beach
Dewey Beach est une ville américaine située dans le comté de Sussex, dans l'État du Delaware.

## Démographie
| 1990 | 2000 | 2010 | - | - | - |
| ---- | ---- | ---- | - | - | - |
| 204  | 301  | 341  | - | - | - |

Selon le recensement de 2010, Dewey Beach compte 341 habitants. La municipalité s'étend sur 0,33 milles carrés (0,85 km2).